# Laurence Payne
Laurence Payne (* 5. Juni 1919 in London; † 23. Februar 2009 ebenda) war ein britischer Schauspieler.

## Leben
Payne, der vaterlos und in methodistischer Erziehung aufwuchs, war während des Zweiten Weltkrieges festes Mitglied am Old Vic Theatre bei Tourneen durch England, nach dem Krieg auch durch Deutschland und Australien, arbeitete später mit Peter Brook bei dessen Romeo-und-Julia-Inszenierung und interpretierte den Hamlet am Embassy Theater.
Seine Karriere beim Fernsehen begann 1954 mit der Rolle des d'Artagnan in einer mehrteiligen Fernsehserie und erreichte ihren Höhepunkt als Sexton Blake in 60 Teilen der in den 1920er Jahren angesiedelten Detektivgeschichten. Auch in Doctor Who war er in mehreren Folgen zu sehen.
Im Film arbeitete Payne nur gelegentlich, aber regelmäßig; zu seinen Arbeiten gehört Ben Hur ebenso wie Circus der Vampire und Sommer der Verfluchten. Mit den 1970er Jahren endete auch seine Theaterkarriere.
Neben der Schauspielerei veröffentlichte Payne als Autor elf Kriminalromane und war als Maler bekannt und arbeitete bis in die 1990er Jahre für das Radio.
Er war mit seinen Kolleginnen Sheila Burrell und Pamela Alan verheiratet; beide Ehen scheiterten. Seine dritte Ehefrau war die Pferdejournalistin Judith Draper seit 1974.

## Filmografie (Auswahl)
- 1954: The Three Musketeers (Fernsehfilm)
- 1957: Im Dienste des Königs (Dangerous Exile)
- 1958: Die Teufelswolke von Monteville (The Trollenberg Terror)
- 1958: Zwei Städte (A Tale of Two Cities)
- 1959: Ben Hur
- 1960: Das Haus der tausend Schreie (The Tell Tale Heart)
- 1961: Barabbas (Barabbà)
- 1961: Sommer der Verfluchten (The Singer not the Song)
- 1961: Das Dritte Alibi (The Third Alibi)
- 1963: U 153 antwortet nicht (Decoy)
- 1964: The Midnight Men (Fernsehserie, 6 Episoden)
- 1966: Doctor Who (Fernsehserie, 6 Episoden)
- 1967–1971: Sexton Blake (Fernsehserie, 60 Episoden)
- 1972: Circus der Vampire (Vampire Circus)